# Nobbin

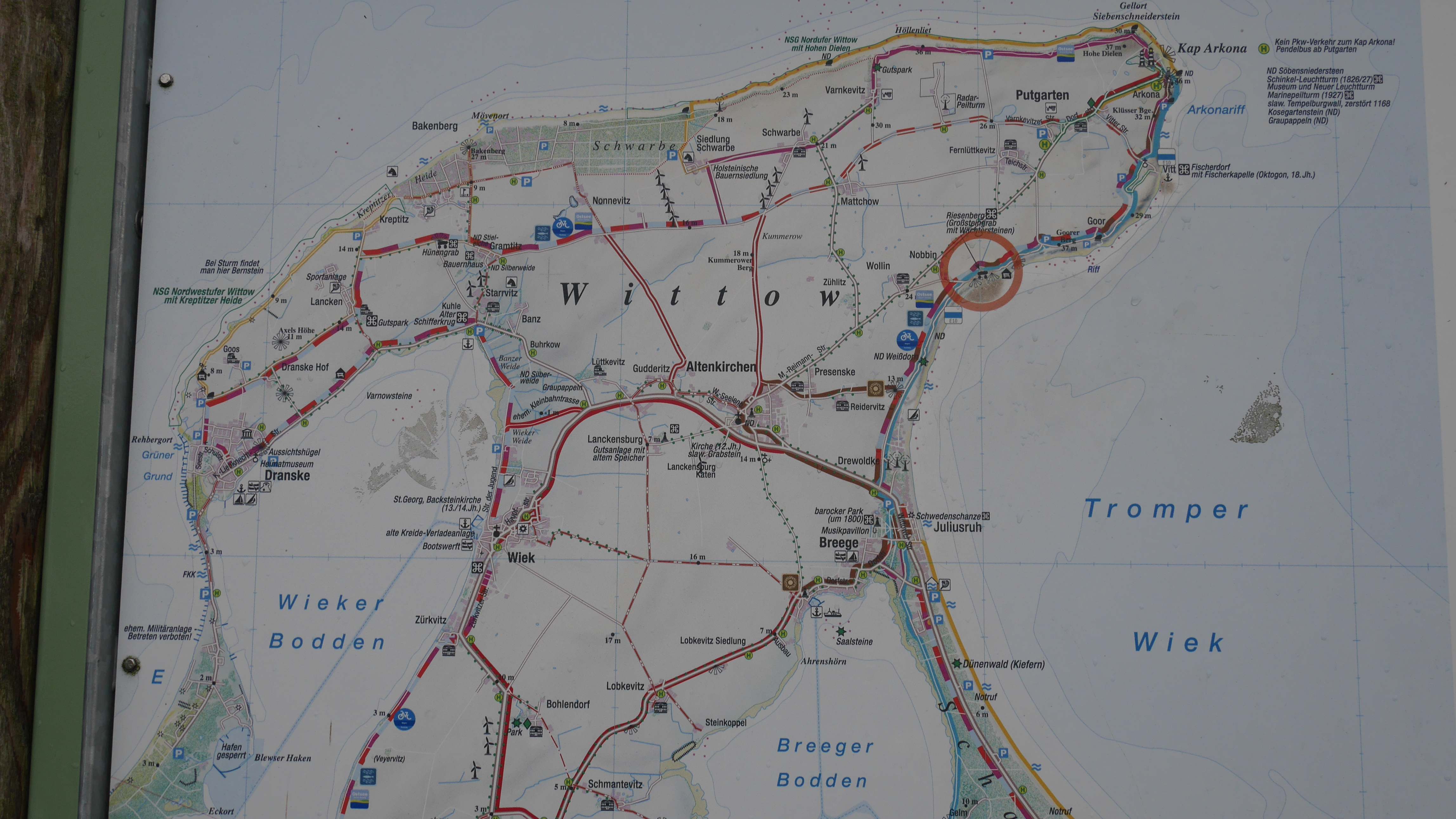
Lage von Nobbin

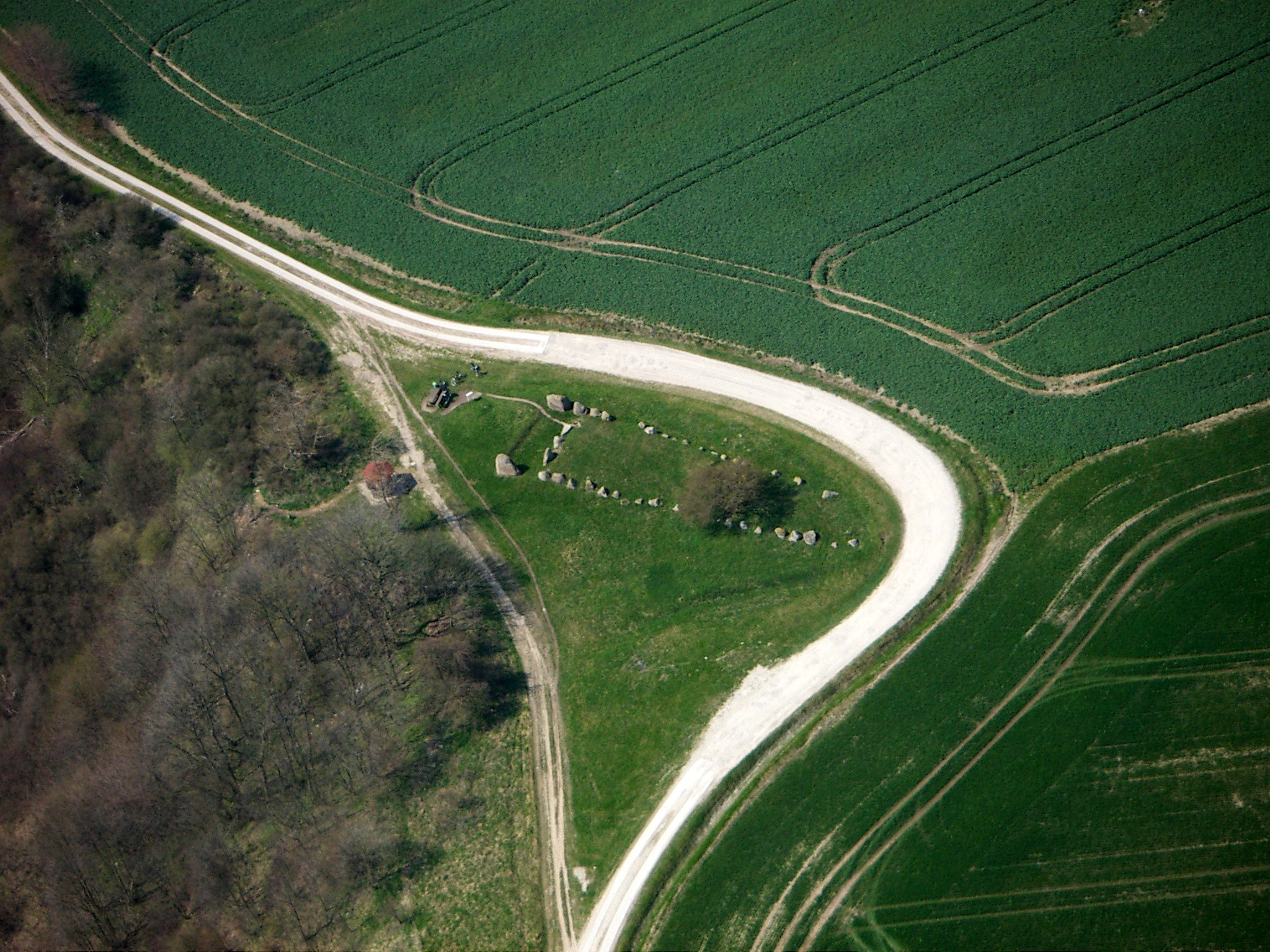
Hünengrab Riesenberg bei Nobbin

Nobbin ist ein Ortsteil der Gemeinde Putgarten auf der Halbinsel Wittow der Ostseeinsel Rügen. Das nur aus wenigen Häusern bestehende Dorf liegt zwischen der Straße von Altenkirchen nach Arkona und der Tromper Wiek. Durch seine günstige Lage zwischen dem Kap Arkona und dem breiten, über 10 km langen Strand der Schaabe ist die Ortschaft vom Tourismus (Gästehäuser und Ferienwohnungen) geprägt.
Nobbin war laut Messtischblatt von 1880 ein kleines Bauerndorf mit nur drei Gehöften, die heute nur noch in Teilen erhalten sind. Auch eine Windmühle befand sich etwas südlich des Ortes, sie verschwand nach 1920. Nordwestlich des Ortes und der Straße Altenkirchen - Putgarten befand sich das zweite Großsteingrab, dessen genaue Lage nicht überliefert ist, es wurde bereits vor längerer Zeit abgeräumt und ist nicht mehr sichtbar.

## Sehenswürdigkeiten

Hünengrab Riesenberg
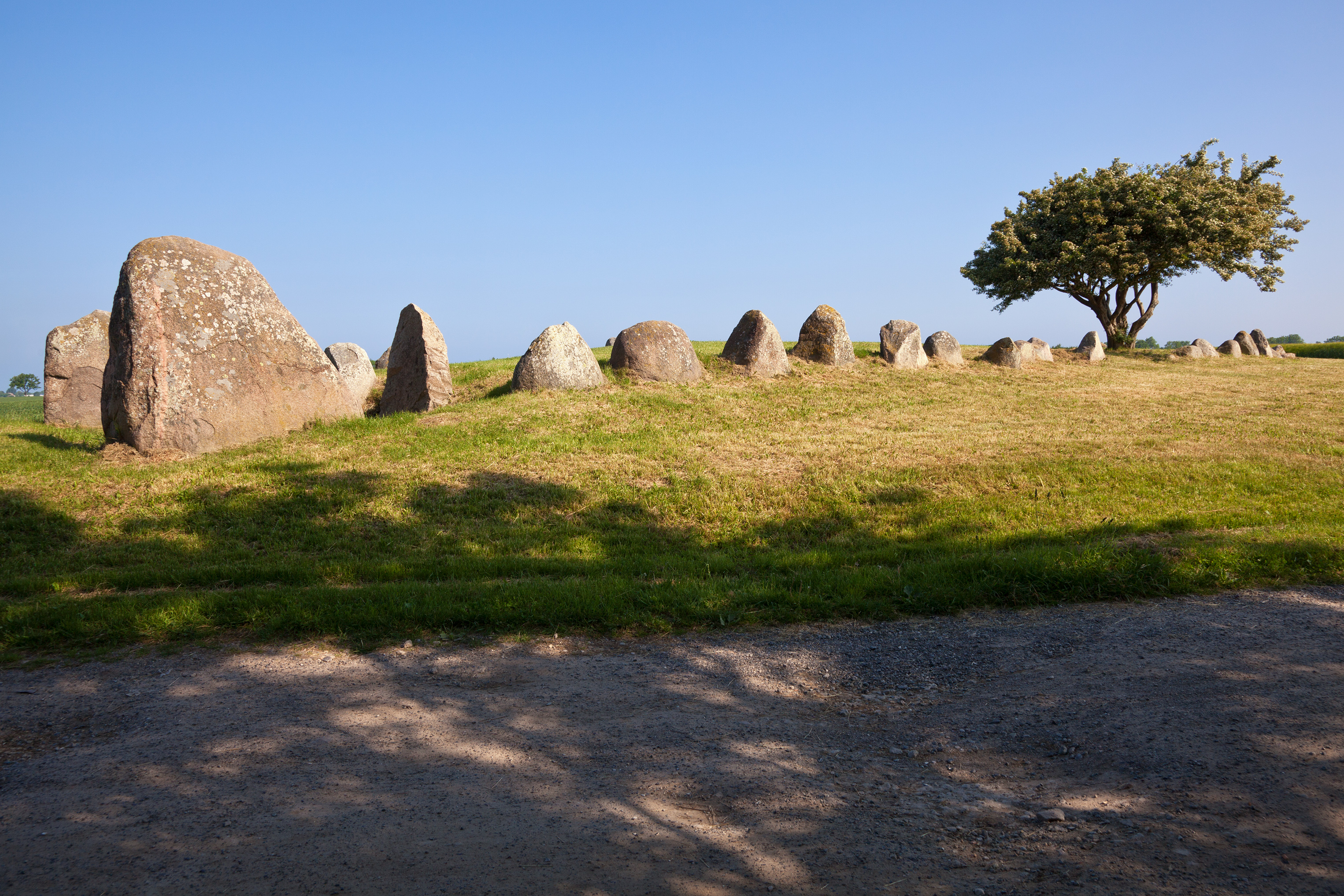
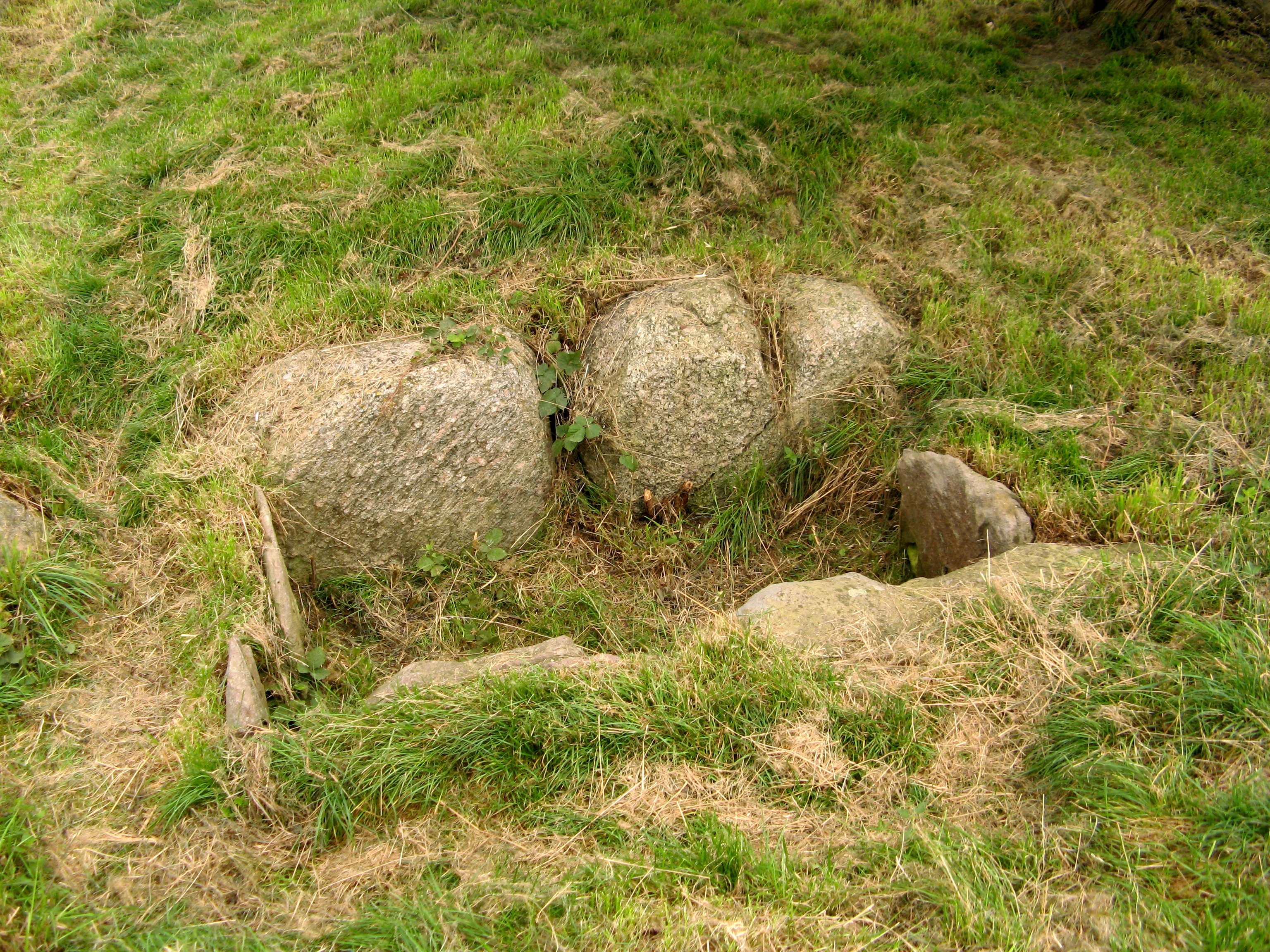
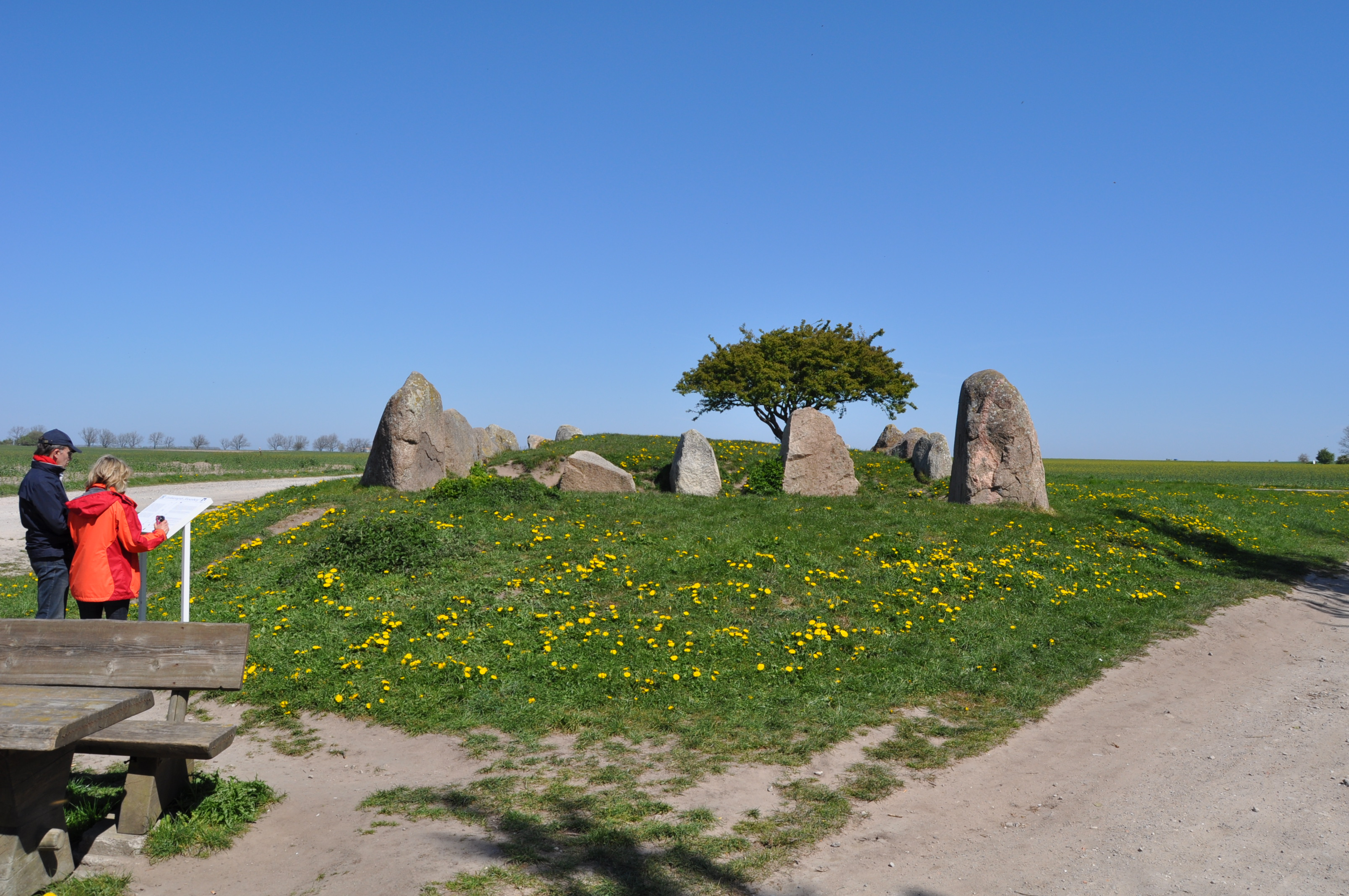
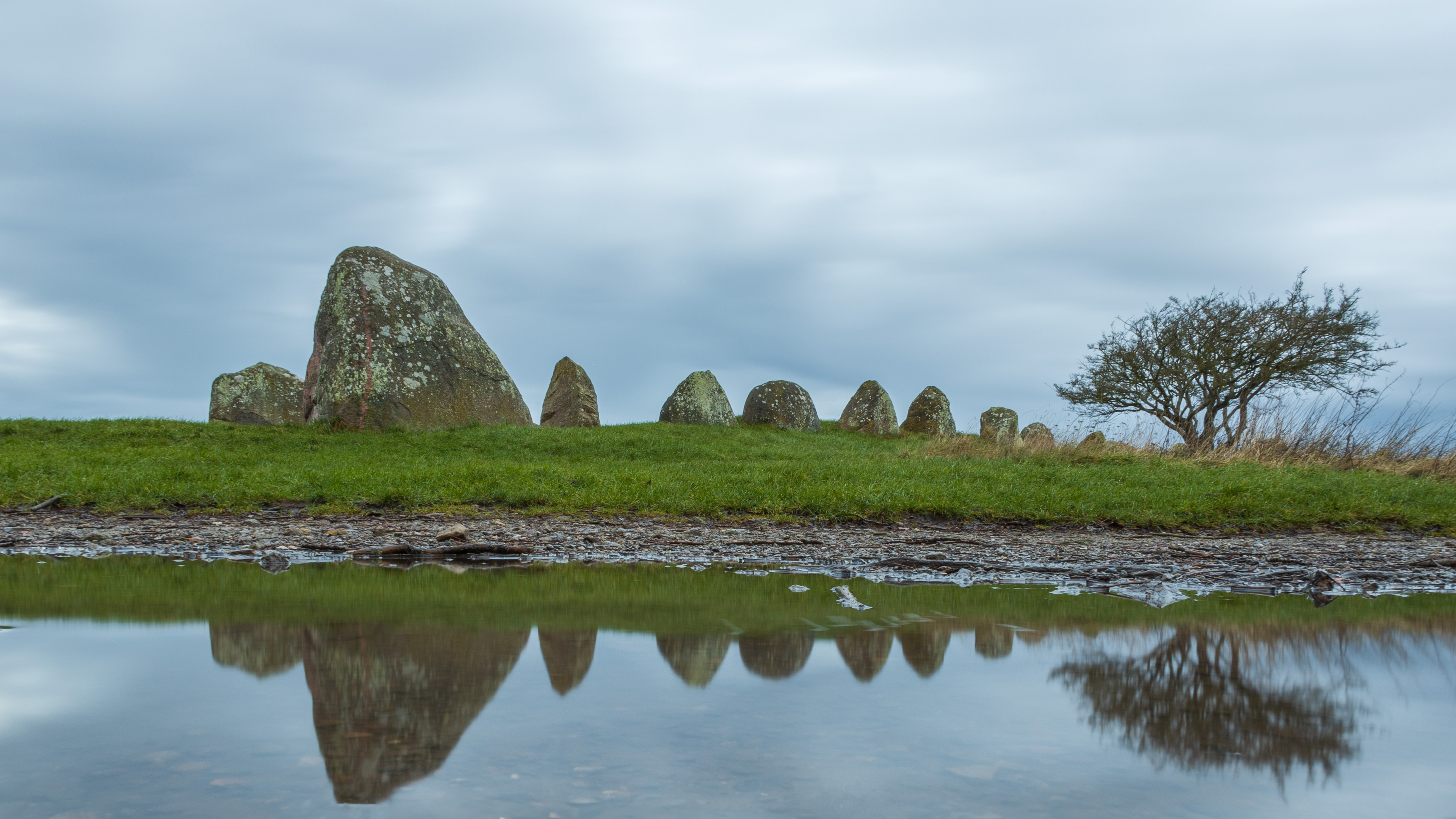

500 Meter östlich vom Ort befindet sich das jungsteinzeitliche Großsteingrab Nobbin (auch Großsteingrab Riesenberg oder Hünengrab Riesenberg genannt), eines der größten Steingräber Norddeutschlands. An dem Grab führten Wilhelm Petzsch 1933 und Ewald Schuldt 1970 Grabungen durch.
Große Nobbiner Liete und Kliff
400 Meter südöstlich von Nobbin befindet sich im Kliff Drewoldke – Arkona eine große Liete. Lieten sind Erosionsrinnen im Kliff, die oftmals von den Fischern als Aufgänge am Kliff genutzt wurden, weil sie geringere Steigungen haben als das aktive Kliff. Längs des Kliffs verläuft von Juliusruh über Goor und Vitt bis nach Arkona ein gut ausgebauter Rad- und Wanderweg, der auch direkt am „Riesenberg“ vorbeiführt.